# Daewoo Tosca
Daewoo Tosca este un automobil de tip mid-size construit de GM Daewoo în Coreea de Sud și comercializat în lume de General Motors sub numele Chevrolet Epica, sau Holden Epica. Înlocuiește modelul Daewoo Magnus și derivatele acestuia. Chevrolet Epica a fost lansat oficial în Europa la Geneva Motor Show din anul 2006 (2 martie–12). Codul intern al modelului este V250, și are ca trăsătură unică faptul că este propulsat de un motor transversal cu șase cilindri. Contrar cu modelele anterioare  (V100 Leganza și V200), care au fost proiectate de către Giugiaro, V250 a fost proiectat în întregime de către constructorul auto. Mașina a început să fie comercializată și în Australia din aprilie 2007, sub numele de Holden Epica, înlocuind modelul Holden Vectra.